# Vườn quốc gia Berbak
Vườn quốc gia Berbak là một vườn quốc gia nằm ở tỉnh Jambi, trên đảo Sumatra, Indonesia. Nó là một phần của khu rừng đầm lầy bị xáo trộn và rừng đầm lầy than bùn có số lượng cau dừa lớn nhất Đông Nam Á. Được bảo vệ từ năm 1935 theo luật thuộc địa Hà Lan và sau đó được tuyên bố là vườn quốc gia vào năm 1992, nó cũng đã được công nhận là vùng đất ngập nước có tầm quan trọng quốc tế theo công ước Ramsar.

## Lịch sử
Khu vực vườn quốc gia đã được bảo vệ từ năm 1935 theo luật thuộc địa Hà Lan, và sau đó trở thành khu bảo tồn động vật hoang dã. Nó đã được tuyên bố là một vùng đất ngập nước có tầm quan trọng quốc tế theo Công ước Ramsar và là một vườn quốc gia vào năm 1992. Vườn quốc gia bị đe dọa nghiêm trọng từ năm 1990 chủ yếu do nạn khai thác gỗ trái phép và hỏa hoạn.

## Địa lý
Vườn quốc gia này chiếm một phần lớn diện tích đồng bằng phù sa Đông Sumatra, chiếm khoảng 1/4 diện tích đảo Sumatra. Khu vực này chủ yếu là bằng phẳng, bị chia cắt bởi một số con sông uốn lượn chảy theo hướng đông bắc về phía bờ biển. Dọc theo bờ biển và phần hạ lưu của các con sông, các bãi biển rộng lớn và các bãi bồi xuất hiện. Khu vực này bao gồm 600 km² rừng đầm lầy nước ngọt và 1.100 km² rừng đầm lầy than bùn bị xáo trộn. Ranh giới phía đông của nó giáp với bãi bồi bờ biển lầy lội và một rìa nhỏ của rừng ngập mặn. Ranh giới phía nam của vườn quốc gia là sông Benu. 

## Động thực vật
Các loài thực vật trong vườn quốc gia gồm gụ Philippine và 23 loài họ Cau. Trong số này, một số được phân loại là có nguy cơ tuyệt chủng, bao gồm cả Johannesteijsmannia và Lepidonia kingii, một loài mới được tìm thấy.
Vườn quốc gia Berbak cung cấp một môi trường sống phong phú cho hệ động vật bao gồm hổ Sumatra và lợn vòi đang bị đe dọa. Các quần thể nhỏ còn sót lại của tê giác Sumatra đang bị đe dọa nghiêm trọng vẫn có thể tồn tại ở một số khu vực của vườn quốc gia mặc dù chúng đã không còn được nhìn thấy trong những năm gần đây. Hơn 250 loài chim có mặt tại đây bao gồm cả cò trắng Trung Quốc, già đẫy Java, bói cá, ngan cánh trắng. Các loài bò sát bao gồm rùa khổng lồ Malaysia, rùa nước ngọt phương Bắc, cá sấu nước mặn.